# Mikhail Gashchenkov
Bản mẫu:Eastern Slavic name
Mikhail Andreyevich Gashchenkov (tiếng Nga: Михаил Андреевич Гащенков; sinh ngày 19 tháng 6 năm 1992) là một tiền vệ trung tâm bóng đá người Nga. Anh thi đấu cho F.K. Amkar Perm.

## Sự nghiệp câu lạc bộ
Anh có màn ra mắt tại Russian Second Division cho FC Lokomotiv-2 Moscow vào ngày 18 tháng 4 năm 2011 trong trận đấu với FC Dynamo Vologda.

## Thống kê sự nghiệp

### Câu lạc bộ
Tính đến 20 tháng 5 năm 2018
| Câu lạc bộ            | Mùa giải            | Giải vô địch                | Giải vô địch | Giải vô địch | Cúp     | Cúp       | Châu lục | Châu lục  | Khác    | Khác      | Tổng cộng | Tổng cộng |
| Câu lạc bộ            | Mùa giải            | Hạng đấu                    | Số trận      | Bàn thắng    | Số trận | Bàn thắng | Số trận  | Bàn thắng | Số trận | Bàn thắng | Số trận   | Bàn thắng |
| --------------------- | ------------------- | --------------------------- | ------------ | ------------ | ------- | --------- | -------- | --------- | ------- | --------- | --------- | --------- |
| FC Lokomotiv-2 Moscow | 2011–12             | PFL                         | 27           | 1            | 2       | 0         | –        | –         | –       | –         | 29        | 1         |
| FC Lokomotiv-2 Moscow | 2012–13             | PFL                         | 19           | 3            | 4       | 0         | –        | –         | –       | –         | 23        | 3         |
| FC Lokomotiv-2 Moscow | 2013–14             | PFL                         | 21           | 5            | 1       | 0         | –        | –         | –       | –         | 22        | 5         |
| FC Lokomotiv-2 Moscow | Tổng cộng           | Tổng cộng                   | 67           | 9            | 7       | 0         | 0        | 0         | 0       | 0         | 74        | 9         |
| FC Khimik Dzerzhinsk  | 2013–14             | FNL                         | 11           | 2            | –       | –         | –        | –         | –       | –         | 11        | 2         |
| FC Khimik Dzerzhinsk  | 2014–15             | FNL                         | 20           | 0            | 2       | 0         | –        | –         | –       | –         | 22        | 0         |
| FC Khimik Dzerzhinsk  | Tổng cộng           | Tổng cộng                   | 31           | 2            | 2       | 0         | 0        | 0         | 0       | 0         | 33        | 2         |
| FC Khimki             | 2015–16             | PFL                         | 27           | 4            | 6       | 2         | –        | –         | –       | –         | 33        | 6         |
| FC Khimki             | 2016–17             | FNL                         | 32           | 4            | 2       | 0         | –        | –         | –       | –         | 34        | 4         |
| FC Khimki             | Tổng cộng           | Tổng cộng                   | 59           | 8            | 8       | 2         | 0        | 0         | 0       | 0         | 67        | 10        |
| F.K. Amkar Perm       | 2017–18             | Giải bóng đá ngoại hạng Nga | 23           | 2            | 3       | 0         | –        | –         | 1       | 0         | 27        | 2         |
| Tổng cộng sự nghiệp   | Tổng cộng sự nghiệp | Tổng cộng sự nghiệp         | 180          | 21           | 20      | 2         | 0        | 0         | 1       | 0         | 201       | 23        |